# Chasse au leurre
Pour les articles homonymes, voir leurre.

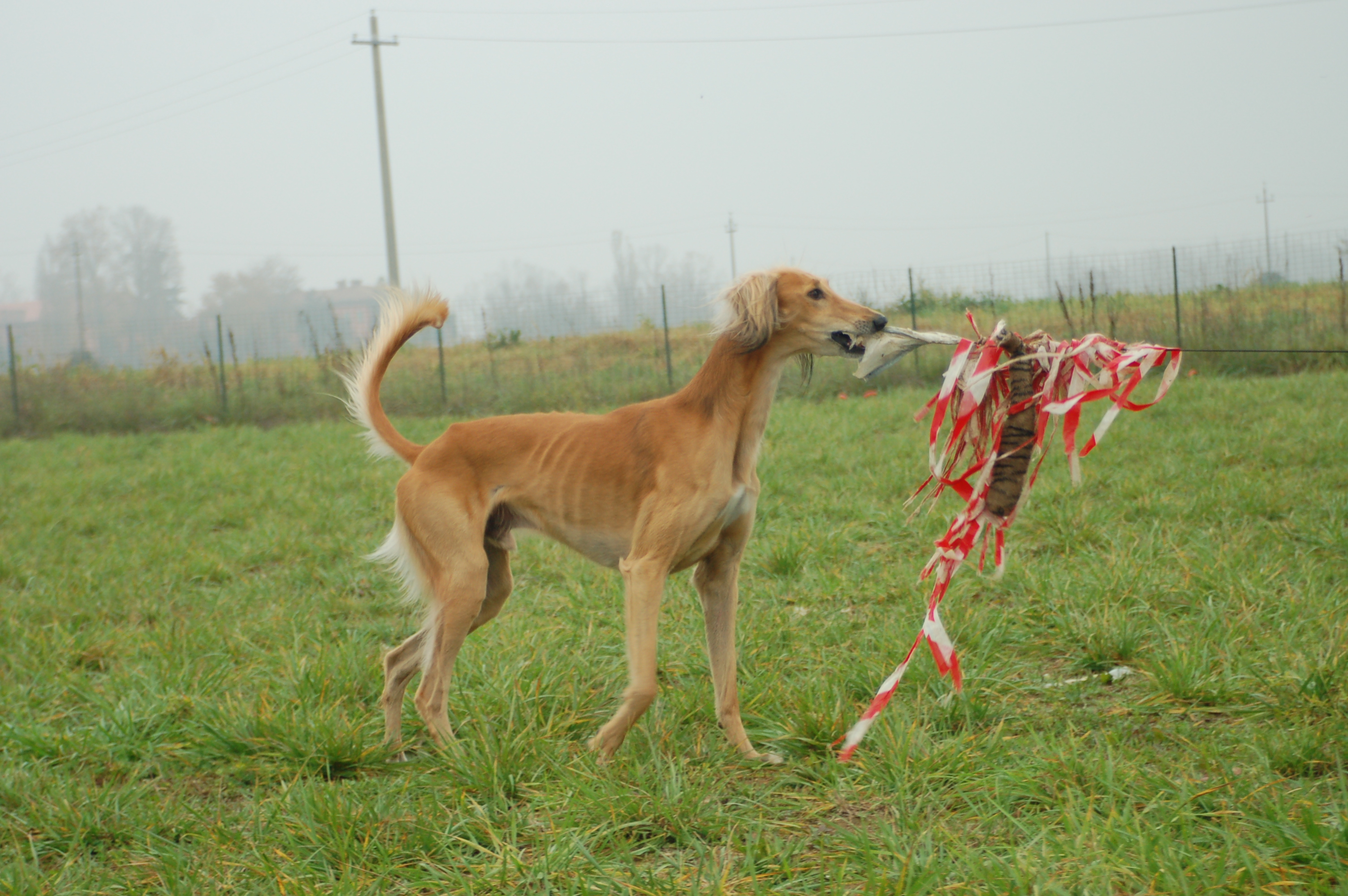
Chasse à vue

La chasse au leurre est une chasse fictive où le gibier est remplacé par un leurre.

## Différentes chasses au leurre
- Chasse à l'odorat :
  - La chasse au leurre olfactif remplace une chasse à courre où les chiens poursuivent un leurre à l'odeur très forte.
  - Jasper Hall Livingston organisa la première chasse au leurre à Pau le 26 novembre 1847 en direction de Gardères, sur une distance de 21 km (13 miles) en une heure[1].

- Chasse à vue :
  - La poursuite à vue sur leurre ou coursing est une simulation de chasse au lièvre où 2 lévriers sont lâchés à la poursuite d'un leurre treuillé (remplaçant la fuite d'un gibier). Cette épreuve sportive a pour objectif d'évaluer leur instinct de chasseurs à vue. Elle se substitue à une chasse au lièvre réelle avec Lévriers qui a été interdite par la loi du 3 mai 1844.

## Avantages
Ce type de chasses est apprécié par les personnes qui ne veulent pas de mise à mort mais qui souhaitent tout de même profiter des talents de leurs chiens. 
Elle est également pratiquée lorsque la chasse est interdite.
Certaines associations de bien-être animal promeuvent ce type de chasses, par exemple l'Irish Council Against Blood Sports.